# Ihor Chtcherbakov
Ihor Chtcherbakov, né le 19 novembre 1955 à Dnipro, est un compositeur ukrainien. 

## Biographie
Il est diplômé de l'Académie de musique Tchaïkovski de Kiev. Il enseigne à l'Académie nationale de musique d'Ukraine,.
Il a remporté le prix national Taras Chevtchenko en 1999 pour Piège à sorcière. Depuis 2010, il est président de l'Académie des Arts d’Ukraine.
Sa Canzone pour deux violons a été jouée au Festival de la Musique Contemporaine Ukrainienne en 2020,.
Depuis 2020, Ihor Chtcherbakov est directeur musical du Festival de musique de Kiev.